# Hachtor (Rüthen)

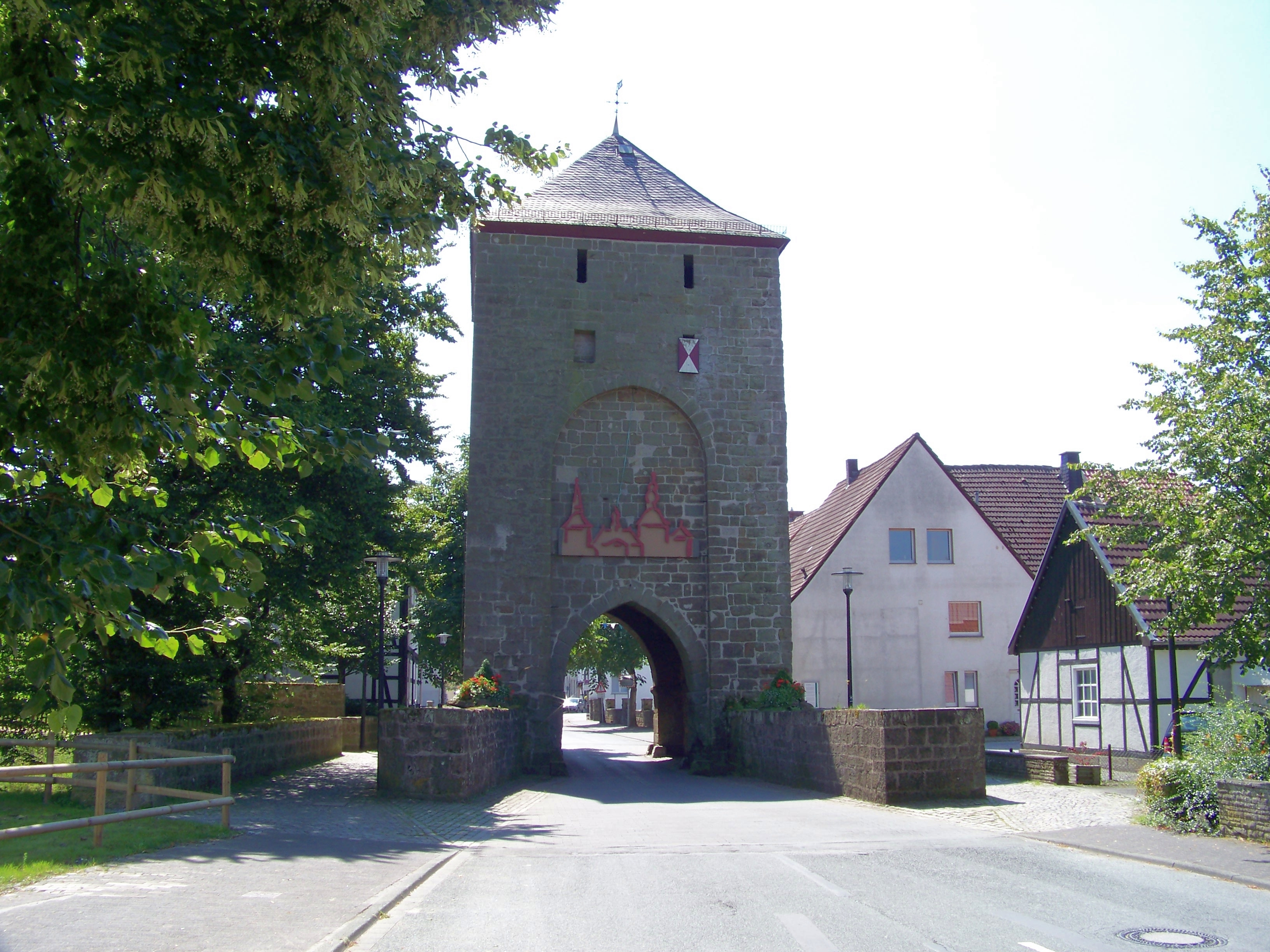
Hachtor

Das Hachtor (Hafttor) ist ein denkmalgeschütztes Profangebäude in Rüthen im Kreis Soest (Nordrhein-Westfalen) und das Wahrzeichen der Stadt.

## Geschichte und Architektur
Das im 14. Jahrhundert erbaute Hachtor war ein Teil der Stadtbefestigung Rüthen. Er ist ein sehr gut erhaltener Bau aus Rüthener Grünsandstein auf einem quadratischen Grundriss. Die Durchfahrt ist spitzbogig. Seitlich im Inneren befindet sich eine Rundbogennische.  Von den ehemals vier Stadttoren ist das Hachtor das einzig erhaltene. Rüthen liegt auf einem Bergrücken und das Gelände verläuft nach Norden überwiegend eben, so war dieser Bereich besonders schützenswert. Das Tor diente gleichzeitig als Gefängnis.
Das Haupttor und das nicht mehr vorhandene Vortor waren über den noch teilweise sichtbaren Befestigungsgraben mit einer Zugbrücke verbunden. Die Nordseite des großen Torturms wurde damals durch ein Fallgitter gesichert. Zum Tode verurteilten Delinquenten (häufig Hexen) wurde auf dem Weg zur Richtstätte die Beichte abgenommen.